# Micropora santacruzana
Micropora santacruzana är en mossdjursart som beskrevs av Soule, Soule och Chaney 1995. Micropora santacruzana ingår i släktet Micropora och familjen Microporidae. Inga underarter finns listade i Catalogue of Life.